# Koniczyna pagórkowa
Koniczyna pagórkowa, targownik (Trifolium montanum L.) – gatunek rośliny wieloletniej należący do rodziny bobowatych. Występuje w Azji i Europie. W Polsce gatunek średnio pospolity. Występuje na całym niżu i w górach.

## Morfologia
ŁodygaWzniesiona, rozgałęziająca się, o wysokości 15–60 cm. Jest gęsto owłosiona krótkimi, białymi włoskami.
LiścieZłożone z 3 eliptycznych, lub podłużnie eliptycznych listków, drobno i ostro ząbkowanych, górą nagich, spodem gęsto owłosionych przylegającymi włoskami. Nerwy na brzegu blaszki liściowej zgrubiałe. Wszystkie przylistki wolne. Ogonki liściowe owłosione.
KwiatyMotylkowe, zebrane w główki o długości 1–2 cm, początkowo kuliste, potem wydłużone. Kwiaty białe, wyrastające na krótkich (znacznie krótszych od kielicha) szypułkach. Żagielek o szerokim paznokciu. Rurka kielicha o otwartej gardzieli, nieco owłosiona, korona o długości 6–9 mm.
OwoceStrąki 2–8 nasienne.

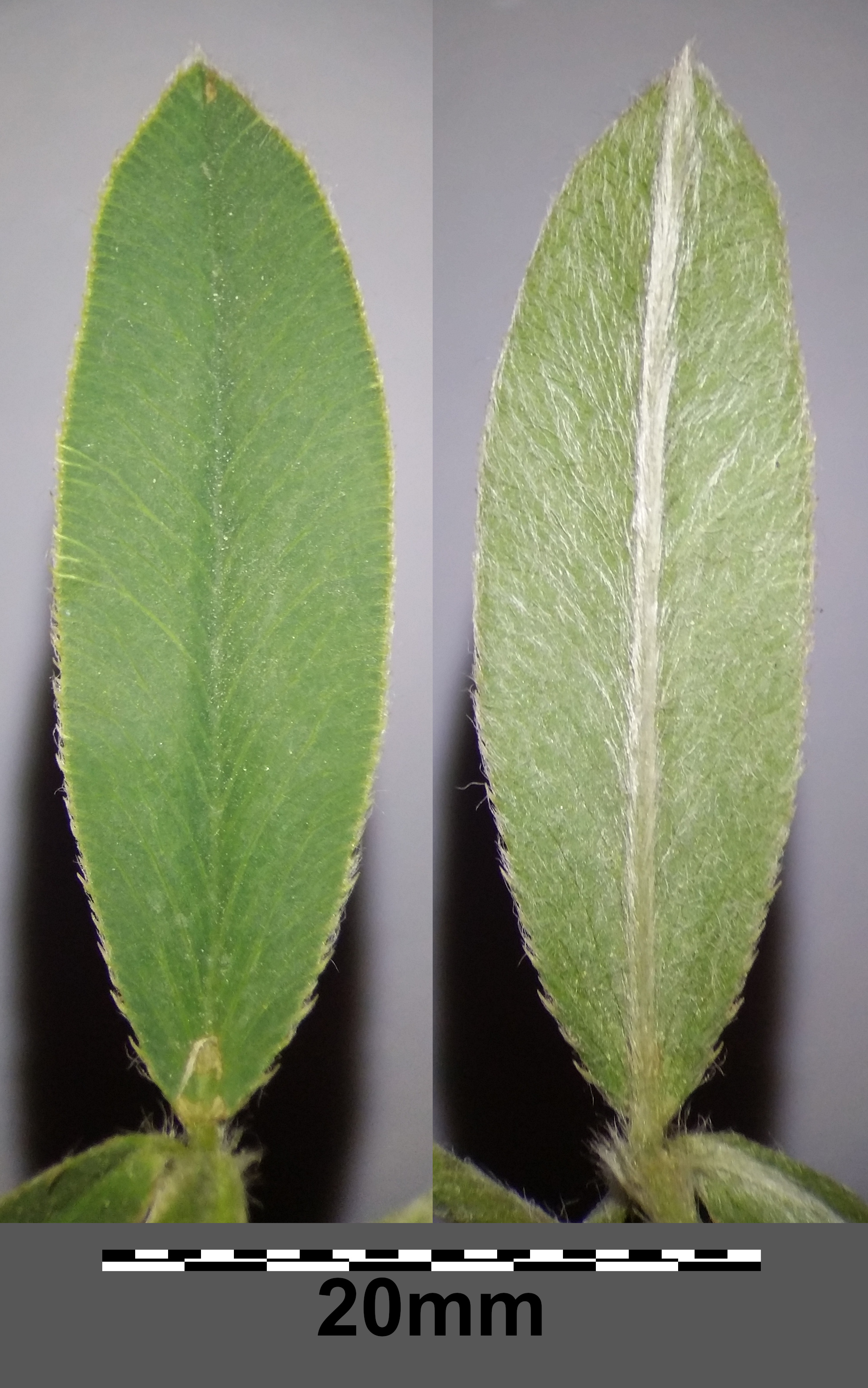
Liść
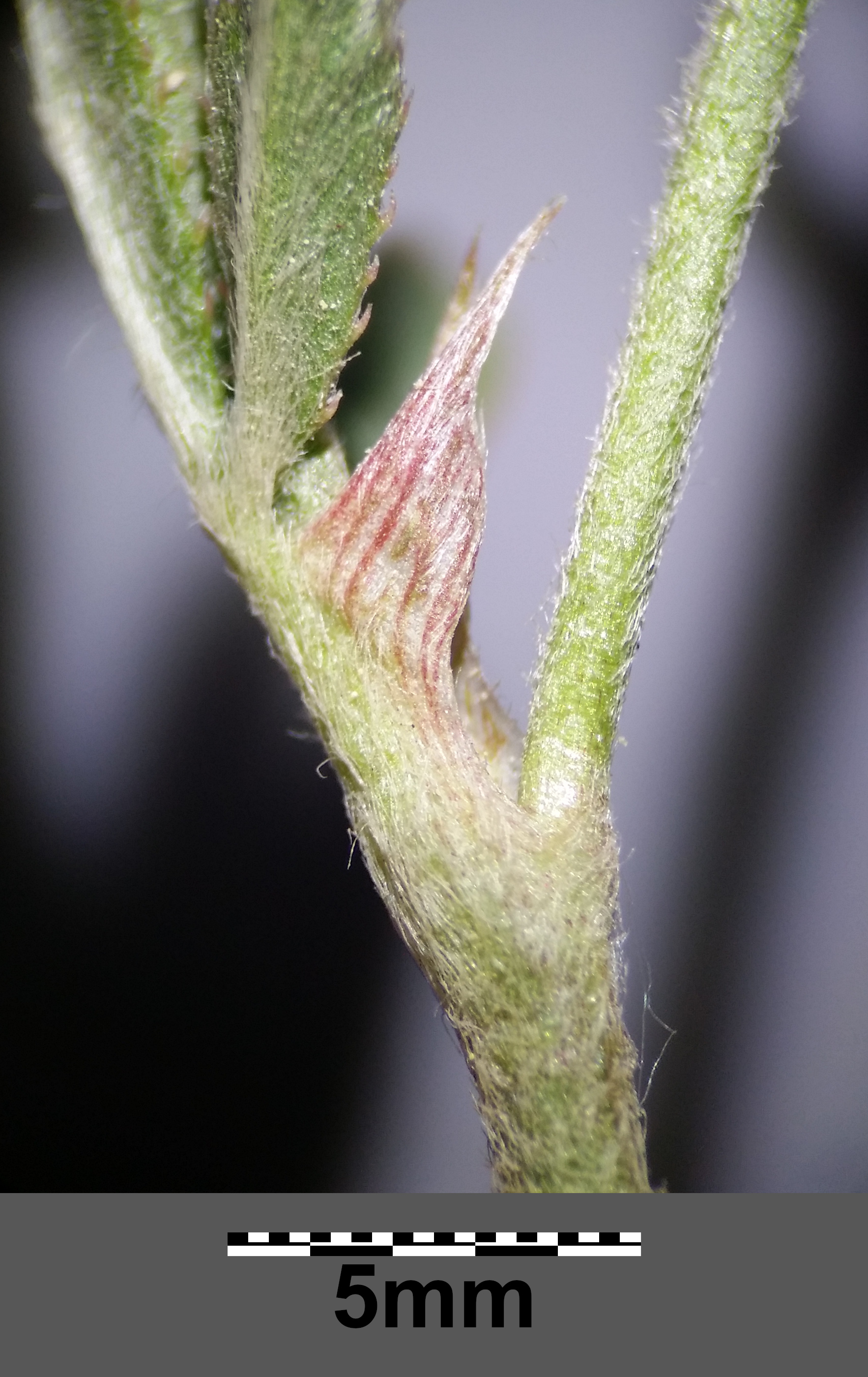
Przylistek
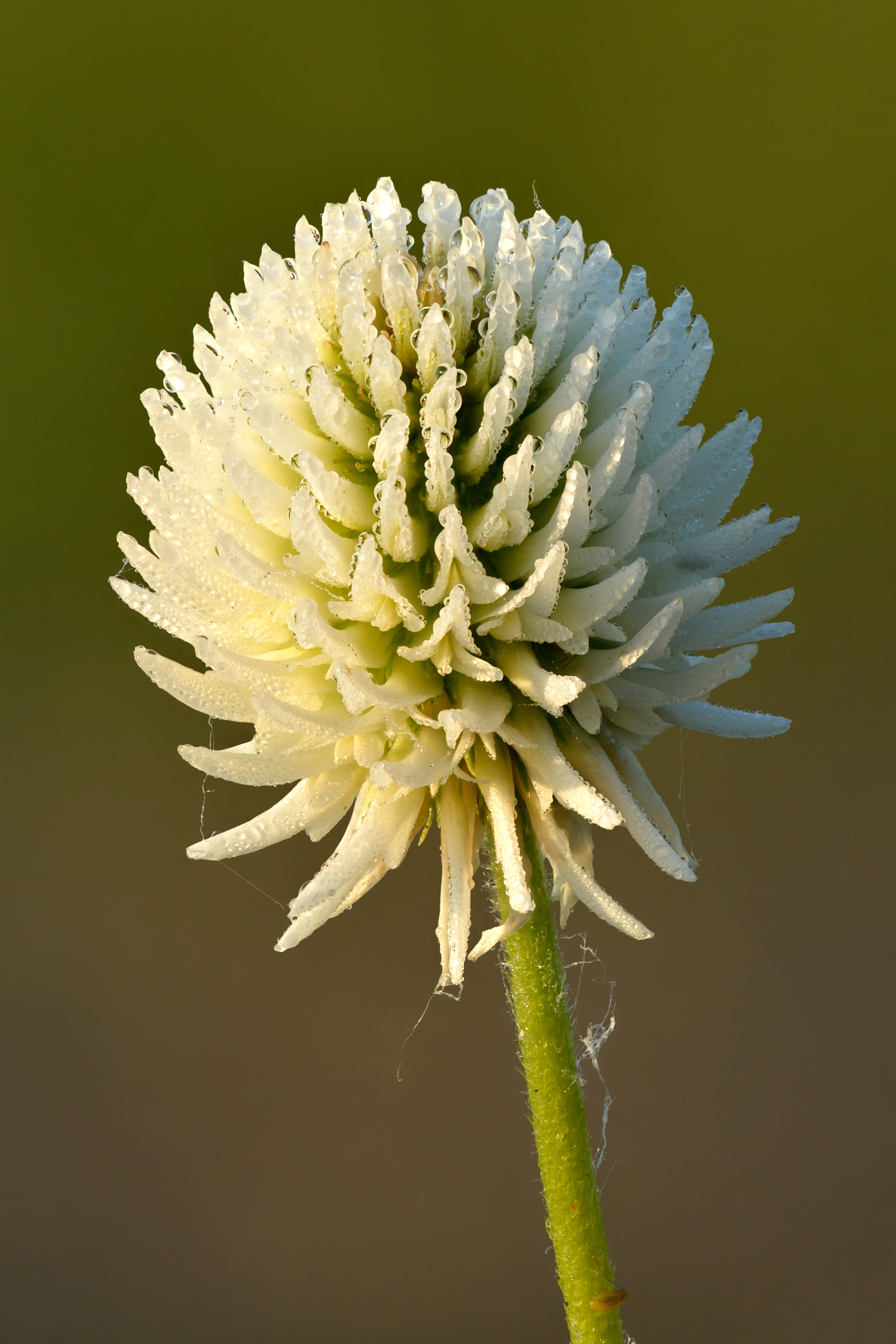
Kwiatostan
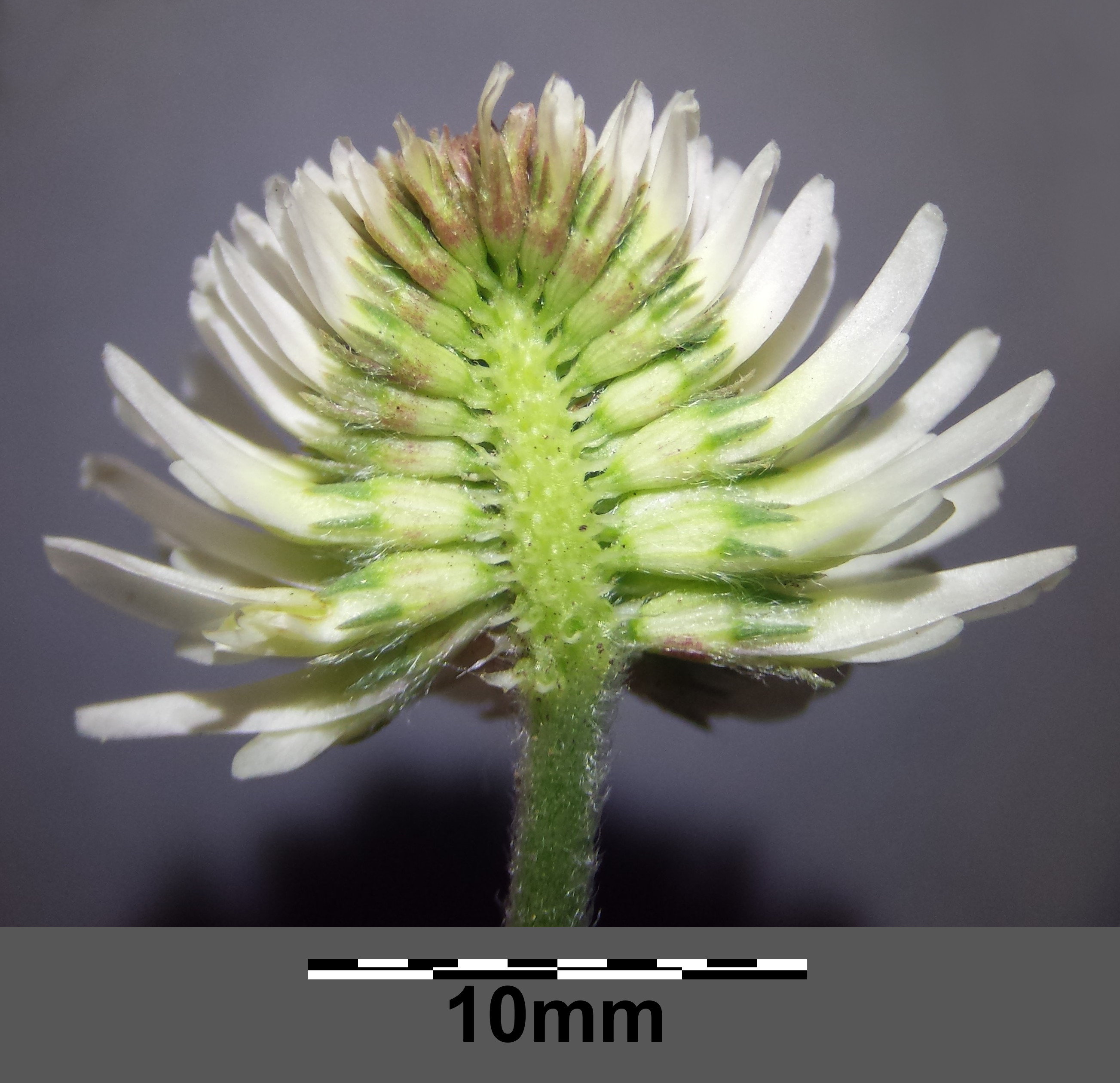
Kwiatostan

## Biologia i ekologia
Bylina, hemikryptofit. Kwitnie od czerwca do sierpnia. Porasta trawiaste zbocza, murawy, świetliste lasy i zarośla, przydroża, łąki. W górach występuje po piętro kosówki. Preferuje gleby o dużej zawartości węglanu wapnia. W klasyfikacji zbiorowisk roślinnych gatunek charakterystyczny dla Ass. Anthyllido-Trifolietum.